# Алолар
Алолар (азерб. Alolar) — село в Кельбаджарском районе Азербайджана.

## История
В годы Российской империи село Алолар находилось в Джеванширском уезде Елизаветпольской губернии.
По материалам издания «Административное деление АССР», подготовленным в 1933 году Управлением народно-хозяйственного учёта АССР (АзНХУ), по состоянию на 1 января 1933 года Алолар входило в состав Кештекского сельсовета Кельбаджарского района Азербайджанской ССР. Население — 308 человек (172 хозяйства, 165 мужчин и 143 женщины). Национальный состав всего Кештекского сельсовета, включавшего также сёла (Армудлу, Гасанлар, Еллиджа, Кештек, Караджанлы, Татлар) на 90,4 % состоял из тюрков (азербайджанцев).
В ходе Карабахской войны перешло под контроль непризнанной Нагорно-Карабахской Республики, под контролем которой село находилось в 1993—2020 годах, и до возвращения под контроль Азербайджана согласно её административно-территориальному делению — входило в Шаумяновский район (НКР).

### XXI век
25 ноября 2020 года на основании трёхстороннего соглашения между Азербайджаном, Арменией и Россией от 10 ноября 2020 года Кельбаджарский район, в том числе и село Алолар возвращён под контроль Азербайджана. В январе 2021 года Минобороны Азербайджана распространило видеокадры из села.

## Экономика
Основным занятием населения было сельское хозяйство, земледелие, скотоводство и животноводство.